# 73-as busz (Szeged)
A szegedi 73-as jelzésű autóbusz a Mars tér (üzletsor) és Tápé, Csatár utca között közlekedik. Vele hasonló, de Petőfitelepen eltérő útvonalon közlekedik a 73Y jelzésű autóbusz, összehangolt menetrend szerint. A vonalakat a Volánbusz Zrt. üzemelteti.

## Története
2012. április 10-étől a járat útvonalát lerövidítették, Tápétól csak a Tarján, Víztorony térig járt szombaton délután és vasárnapokon. 2012. november 1-jétől az útvonalát visszaállították.
2020. szeptember 1-jétől a 74-es busz betétjáratává válik, mivel a 74-es buszt meghosszabbítják Tápéig.

## Útvonala
| Tápé, Csatár utca felé | Mars tér (üzletsor) felé |
| --- | --- |
| Mars tér (üzletsor) vá. – Párizsi körút – Berlini körút – Brüsszeli körút – Római körút – Szilléri sugárút – Hajós utca – Felső Tisza-part – Irinyi János utca – Budai Nagy Antal utca – Honfoglalás utca – Tápé, Csatár utca vá. | Tápé, Csatár utca vá. – Honfoglalás utca – Budai Nagy Antal utca – Irinyi János utca – Felső Tisza-part – Hajós utca – Szilléri sugárút – Brüsszeli körút – Római körút – Berlini körút – Párizsi körút – Mars tér (üzletsor) vá. |

## Megállóhelyei
| 0  | Mars tér (üzletsor) végállomás | 17 | 5, 7, 7A, 9, 19 7F, 21, 60, 60Y, 64, 67, 67Y, 70, 71, 71A, 72, 72A, 73Y, 74, 75, 76, 76Y, 77, 77A, 77Y, 78, 78A, 79H Helyközi buszok 1374, 1375, 1441, 1503, 1504, 1506, 1507, 1510, 1513, 1515, 1516, 1517, 1518, 1841 |
| 2  | Hétvezér utca                  | 15 | 5, 9, 19 21, 73Y, 77, 77A, 77Y |
| 3  | Berlini körút                  | 14 | 5, 8, 9, 10, 19 21, 73Y, 77, 77A, 77Y Helyközi buszok |
| 4  | Gál utca (↓) Sándor utca (↑)   | 13 | 3, 3F, 4 10 20, 24, 73Y, 77, 77A, 77Y Helyközi buszok |
| 5  | Római körút (Szilléri sugárút) | 12 | 10 73Y, 77, 77A, 84, 90 Helyközi buszok |
| 6  | Hajós utca                     | 11 | 73Y |
| 7  | Tabán utca (Felső Tisza-part)  | 10 | 9, 19 73Y |
| 8  | Etelka sor (Felső Tisza-part)  | 9  | 9, 19 73Y, 90F |
| 9  | Városi Stadion                 | 8  | 73Y, 90F |
| 10 | Duna utca                      | 7  | 73Y, 90F |
| 12 | Beszterce utca                 | 5  | |
| 13 | Árok utca                      | 4  | |
| 15 | Rév utca                       | 2  | 73Y |
| 16 | Honfoglalás utca               | 1  | 73Y |
| 17 | Tápé, Csatár utca végállomás   | 0  | 73Y |